# Albiol
Albiol (oficialmente en catalán L'Albiol) es un municipio de Cataluña, España. Perteneciente a la provincia de Tarragona en la comarca del Bajo Campo. Cuenta con una población de 537 habitantes (INE 2024).

## Historia
Según el historiador Enric Moreu-Rey el topónimo tiene su origen en el término latino alveolu (lugar en que se recogen las aguas).
Aunque no aparece citado en documentos hasta 1158 se cree que ya existía un poblamiento anterior a esa fecha. Hay pocos datos sobre la primitiva señoría del lugar. En 1158, Ramón Berenguer IV concedió la señoría a Joan de Martorell, encargándole la repoblación del lugar. Al ingresar Martorell en el seminario de Tarragona cedió los derechos de las tierras: una parte fue a parar a la curia de Tarragona mientras que otra parte la entregó al obispo Hug de Cervelló. En 1198 se reconoció la plena potestad del clero sobre las tierras.

## Geografía humana

### Demografía
Cuenta con una población de 537 habitantes (INE 2024).
| Gráfica de evolución demográfica de L' Albiol entre 1842 y 2021 |
| |
| Población de derecho según los censos de población del INE Población de hecho según los censos de población del INEEn estos censos se denominaba Albiol: 1842, 1857, 1860, 1877, 1887, 1897, 1900, 1910, 1920, 1930, 1940, 1950, 1960, 1970 y 1981 |

| 1497 | 1515 | 1553 | 1717 | 1787 | 1857 | 1877 | 1887 | 1900 |
| ---- | ---- | ---- | ---- | ---- | ---- | ---- | ---- | ---- |
| 12   | 15   | 18   | 256  | 363  | 287  | 282  | 291  | 277  |

| 1910 | 1920 | 1930 | 1940 | 1950 | 1960 | 1970 | 1981 | 1990 |
| ---- | ---- | ---- | ---- | ---- | ---- | ---- | ---- | ---- |
| 318  | 259  | 220  | 233  | 147  | 109  | 79   | 76   | 110  |

| 1992 | 1994 | 1996 | 1998 | 2000 | 2002 | 2004 | 2006 | — |
| ---- | ---- | ---- | ---- | ---- | ---- | ---- | ---- | - |
| 114  | 151  | 144  | 144  | 175  | 214  | 288  | 348  | — |

### Economía
La principal actividad económica del municipio es la agricultura. Destacan los cultivos de viñas y avellanos, seguidos de olivos.
Aunque en la zona se encuentran diversos yacimientos de platino, plata y plomo, estos están sin explotar.

## Cultura
La iglesia parroquial está dedicada a San Miguel y fue construida en 1791. Es de nave única con capillas laterales. Conserva una talla policromada del santo del siglo XVIII.
Quedan restos del antiguo castillo, documentado ya en 1194. Pueden verse partes de la muralla, así como restos de la estructura central y de las torres.
Albiol celebra su fiesta mayor en el mes de septiembre, coincidiendo con la festividad de San Miguel.